# Redento da Trani
Redento da Trani (... – 249) è stato un vescovo romano.
Redento fu il primo vescovo della comunità cristiana di Trani. Visse nel III secolo sotto le persecuzioni dell'imperatore Decio. Convertì e battezzò numerosi concittadini tra cui Apollonio e il figlio Magno. Proprio quest'ultimo gli succedette come vescovo.
Redento è venerato come santo.